# Verdet de Java
El verdet de Java (Chloropsis cochinchinensis) és un ocell de la família dels cloropseids (Chloropseidae).

## Hàbitat i distribució
Habita boscos, clars, terres de conreu de les terres baixes de Java.